# كليمنس صوفيا لوزير
كانت كليمنس صوفيا هارند لوزير (11 ديسمبر 1813 - 26 أبريل 1888) طبيبة أمريكية أسست كلية طب ومستشفى نيويورك للنساء. كانت الطبيبة لوزير أيضًا نسوية وناشطة بارزة، وعملت رئيسة لرابطة مدينة نيويورك لحق الاقتراع والجمعية الوطنية للمطالبة بحق المرأة في الاقتراع.

## مسيرتها في الطب
قبل قبولها في كلية الطب، اكتسبت لوزير خبرة عملية واسعة في معاينة الأمراض المستفحلة بين النساء والأطفال. وكانت قد أجرت أكثر من 120 «عملية كبرى» في استئصال الأورام الحيوية. وإذا أُصيب أفراد الطبقة المثقفة بالمرض، كانت تُلتمس مشورتها قبل الأطباء. إذ حظيت نصائحها بتقدير كبير في الاعتلالات الصحية العامة. وبعد تخرجها من كلية الطب، بدأت لوزير تقابل المرضى واعتمدت على المعالجة المثلية. وتخصصت في أمراض النساء والتوليد، لكنها اشتهرت أيضًا بمهاراتها الجراحية، وخاصة إزالة الأورام. نجحت في ممارستها الطبية وحققت عائدًا يزيد عن 25,000 دولار سنويًا. وأعربت عن اعتقادها بأن النساء أكثر ملاءمة لمهنة الطب بسبب غريزتهن الطبيعية والكفاءة التي يتمتعن بها. ودعت إلى زيادة عدد طبيبات التوليد تحديدًا، مستشهدة بقائمة مرضاها الكبيرة كدليل على ما يفضلونه - غالبًا ما كانت تستقبل أكثر من 50 مريضة يوميًا.
أعطت بين عامي 1860 و1863 محاضرات خاصة في منزلها، أسفر عنها تشكيل «الجمعية الطبية للسيدات». ونتيجة لازدياد عدد الملتحقات، تعاونت مع صديقتها إليزابيث كادي ستانتون بهدف تقديم التماس من أجل الحصول على ميثاق لتأسيس كلية طبية للنساء. ونظرًا للطلب الكبير على المحاضرات ومواهب النساء المهدورة بسبب رفض التحاقهن بكلية الطب، تمكنت الطبيبة لوزير، بمساعدة إليزابيث كادي ستانتون، من إقناع المجلس التشريعي لولاية نيويورك بمنحها ميثاقًا لتأسيس كلية الطب للنساء. وفي عام 1863، افتُتحت كلية نيويورك الطبية للنساء بسبع طالبات في الفصل الافتتاحي مع هيئة تدريسية تضم 8 أطباء: أربع نساء وأربعة رجال.
وفي عام 1863، أسست كلية طب ومستشفى نيويورك للنساء، وكانت الأولى من نوعها. تولت رئاسة الكلية وأعطت دروسًا حول أمراض النساء والأطفال. وخلال عام افتتاحها، سجلت سبع طالبات ودرسن على يد أربعة أطباء وأربع طبيبات. وعلى مدار سبع سنوات، دعمت لوزير الكلية من دخلها الخاص، وتبرعت بمبلغ إجمالي قدره 10,000 دولار. وبعد الحرب الأهلية، زارت لوزير أوروبا عام 1867 من أجل الاطلاع على مشافيها والتحدث مع الأطباء. واستأنفت التدريس لدى عودتها بمنصبي عميد الكلية وأستاذة أمراض النساء والتوليد. وبعد العمل في شارع 36 لمدة 11 عامًا، شجعها المساهمون والمستثمرون على توسيع كلية الطب للنساء. ومع ذلك، بعد شراء مبنى جديد كبير، تراجع المستثمرون، مما أجبر لوزير على إعلان إفلاسها في 1878. خسرت لوزير كل شيء، لكن الكلية تمكنت من الاستمرار وانكبت لوزير على العمل مجددًا في شارع 34 لمدة 11 عامًا أخرى. أصبحت كلية الطب للنساء في النهاية جزءًا من كلية نيويورك للطب في عام 1918.